# Federação de Futebol do Estado do Espírito Santo
De Federação de Futebol do Estado do Espírito Santo (Nederlands: Voetbalfederatie van de staat Espírito Santo) werd opgericht op 2 mei 1917 en controleert alle officiële voetbalcompetities in de staat Espírito Santo. De federatie vertegenwoordigt de voetbalclubs bij de overkoepelende CBF en organiseert het Campeonato Capixaba en de Copa Espírito Santo de Futebol.
De bond werd opgericht als Liga Sportiva Espírito Santense en nam op 28 april 1938 de naam Federação Desportiva Espírito-Santense aan. De huidige naam werd op 21 september 1984 aangenomen. 

Acre · Alagoas · Amapá · Amazonas · Bahia · Ceará · Espírito Santo · Federaal District · Goiás · Maranhão · Mato Grosso · Mato Grosso do Sul · Minas Gerais · Pará · Paraíba · Paraná · Pernambuco · Piauí · Rio de Janeiro · Rio Grande do Norte · Rio Grande do Sul · Rondônia · Roraima · Santa Catarina · São Paulo · Sergipe · Tocantins